# Educação em Barbados
A educação em Barbados é gratuita e obrigatória dos 5 aos 16 anos, e a frequência escolas é estritamente reforçada.

## Sistema educacional
O modelo de educação é baseado primariamente no modelo britânico.

### Educação infantil
No início do século XX havia 1 escola infantil privada e 4 públicas.

### Educação primária
No início do século XX havia 71 escolas primárias públicas, 2 escolas especiais com assistência do governo, e 20 escolas privadas.

### Educação secundária
Há 23 escolas secundárias públicas, e 7 escolas privadas com assistência do governo.

### Educação superior
Há 3 instituições de ensino superior:
- UWI Cave Hill
- Barbados Community College (BCC)
- The Samuel Jackman Prescod Polytechnic (SJPP)

## Cobertura e Qualidade
Foi reportado que Barbados já gastou ao redor de 15 bilhões de dólares na educação desde a independência em 1966.